# Депутаты Национального собрания от департамента Иль и Вилен

Выборы в Национальное собрание в 2022 году

Выборы в Национальное собрание в 2017 году

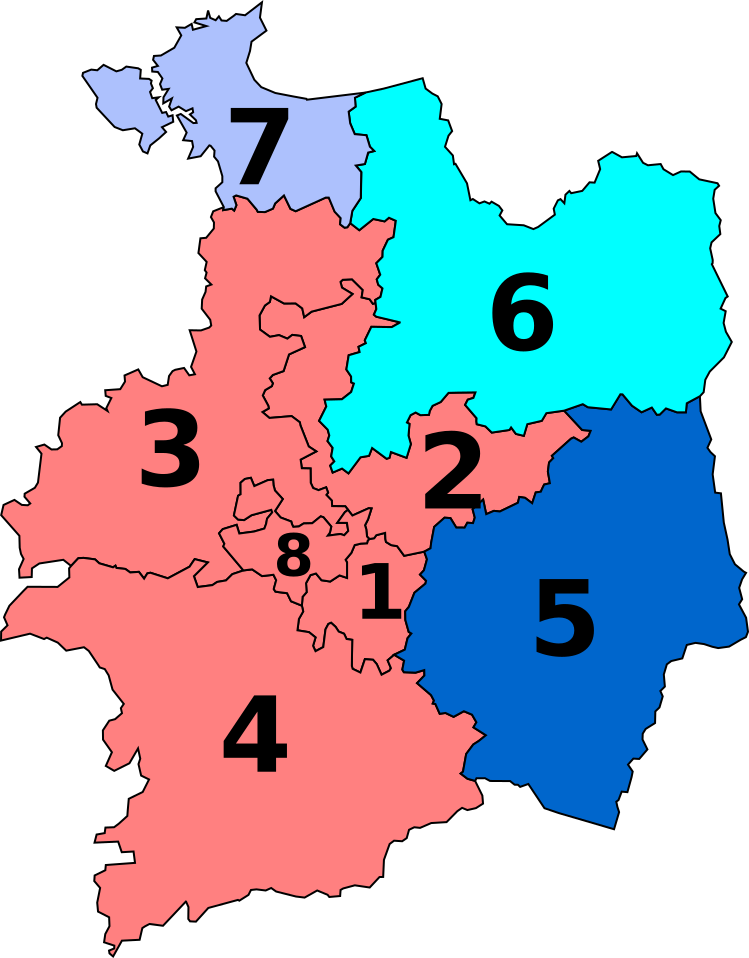
Выборы в Национальное собрание в 2012 году

|  | Номер округа | Депутат          | Партия                  |
|  | ------------ | ---------------- | ----------------------- |
|  | 1            | Мари Месмёр      | Непокорённая Франция    |
|  | 2            | Тристан Лае      | Génération.s            |
|  | 3            | Клодия Руо       | Социалистическая партия |
|  | 4            | Матильда Инье    | Непокорённая Франция    |
|  | 5            | Кристин Ле Набур | Возрождение             |
|  | 6            | Тьерри Бенуа     | Горизонты               |
|  | 7            | Жан-Люк Бурго    | Разные правые           |
|  | 8            | Мишель Булу      | Социалистическая партия |

|  | Номер округа | Депутат               | Партия                  |
|  | ------------ | --------------------- | ----------------------- |
|  | 1            | Фредерик Матьё        | Непокорённая Франция    |
|  | 2            | Лоранс Майяр-Меэньери | Вперёд, Республика!     |
|  | 3            | Клодия Руо            | Социалистическая партия |
|  | 4            | Матильда Инье         | Непокорённая Франция    |
|  | 5            | Кристин Клоарек       | Вперёд, Республика!     |
|  | 6            | Тьерри Бенуа          | Горизонты               |
|  | 7            | Жан-Люк Бурго         | Республиканцы           |
|  | 8            | Мишель Булу           | Социалистическая партия |

|  | Номер округа | Депутат                  | Партия                        |
|  | ------------ | ------------------------ | ----------------------------- |
|  | 1            | Мустафа Лааби            | Вперёд, Республика!           |
|  | 2            | Лоранс Майяр-Меэньери    | Демократическое движение      |
|  | 3            | Франсуа Андре Клодия Руо | Социалистическая партия       |
|  | 4            | Гаэль Ле Боек            | Вперёд, Республика!           |
|  | 5            | Кристин Клоарек          | Вперёд, Республика!           |
|  | 6            | Тьерри Бенуа             | Союз демократов и независимых |
|  | 7            | Жиль Люртон              | Республиканцы                 |
|  | 7            | Жан-Люк Бурго            | Разные правые                 |
|  | 8            | Флориан Башелье          | Вперёд, Республика!           |

|  | Номер округа | Депутат             | Партия                        |
|  | ------------ | ------------------- | ----------------------------- |
|  | 1            | Мари-Анн Шапделен   | Социалистическая партия ;     |
|  | 2            | Натали Аппере       | Социалистическая партия       |
|  | 3            | Франсуа Андре       | Социалистическая партия       |
|  | 4            | Жан-Рене Марсак     | Социалистическая партия       |
|  | 5            | Изабель ле Калленек | Союз за народное движение     |
|  | 6            | Тьерри Бенуа        | Союз демократов и независимых |
|  | 7            | Жиль Люртон         | Союз за народное движение     |
|  | 8            | Марсель Рожмон      | Социалистическая партия       |

|  | Номер округа | Депутат            | Партия                    |
|  | ------------ | ------------------ | ------------------------- |
|  | 1            | Жан-Мишель Бушерон | Социалистическая партия ; |
|  | 2            | Филипп Туртелье    | Социалистическая партия   |
|  | 3            | Марсель Рожмон     | Социалистическая партия   |
|  | 4            | Жан-Рене Марсак    | Социалистическая партия   |
|  | 5            | Пьер Меэньери      | Союз за народное движение |
|  | 6            | Тьерри Бенуа       | Новый центр               |
|  | 7            | Рене Куано         | Союз за народное движение |

|  | Номер округа | Депутат                         | Партия                    |
|  | ------------ | ------------------------------- | ------------------------- |
|  | 1            | Жан-Мишель Бушерон              | Социалистическая партия ; |
|  | 2            | Филипп Туртелье                 | Социалистическая партия   |
|  | 3            | Пьер Руо                        | Союз за народное движение |
|  | 4            | Ален Мадлен                     | Союз за народное движение |
|  | 5            | Пьер Меэньери                   | Союз за народное движение |
|  | 6            | Мари-Тереза Буасо Даниэль Прево | Союз за народное движение |
|  | 7            | Рене Куано                      | Союз за народное движение |